# Bürgermeisterei Nennig
Die Bürgermeisterei Nennig war eine von ursprünglich zwölf preußischen Bürgermeistereien, in die sich der 1816 neu gebildete Kreis Saarburg im Regierungsbezirk Trier verwaltungsmäßig gliederte. Von 1822 an gehörte sie zur Rheinprovinz. Der Verwaltung der Bürgermeisterei unterstanden vier Gemeinden. Der Verwaltungssitz war im namensgebenden Ort Nennig, heute Ortsteil der Gemeinde Perl im Landkreis Merzig-Wadern im Saarland; 1843 wurde der Verwaltungssitz nach Palzem verlegt. Die Bürgermeisterei Nennig wurde 1863 mit der Bürgermeisterei Sinz zur Bürgermeisterei Sinz-Nennig zusammengelegt.

## Gemeinden
Zur Bürgermeisterei Nennig gehörten folgende Gemeinden (Einwohnerzahlen Stand 1830):
- Dittlingen (14 Häuser, 118 Einwohner)
- Kreuzweiler mit dem Schloss Thorn (41 Häuser, 254 Einwohner)
- Nennig mit dem Schloss Bübingen und dem Wohnplatz Rothhaus (116 Häuser, 644 Einwohner)
- Wehr mit den Orten Berg, Wies und Rohlingen sowie dem Schloss Berg (88 Häuser, 509 Einwohner)

## Geschichte
Die Ortschaften im Verwaltungsbezirk der Bürgermeisterei Nennig gehörten vor 1795 zum Herzogtum Luxemburg (Meierei Remich im Quartier Remich). Nennig, Wies und Berg standen unter gemeinschaftlicher Landeshoheit von Luxemburg und Kurtrier, Wehr gehörte zur luxemburgischen Herrschaft Wincheringen.
Nach dem Jahr 1792 hatten französische Revolutionstruppen die Österreichischen Niederlande, zu denen das Herzogtum Luxemburg gehörte, besetzt und 1795 in das französische Staatsgebiet eingegliedert. Bei der Einführung der damals neuen französischen Verwaltungsstruktur wurden die Ortschaften dem Kanton Remich des Departments der Wälder zugeordnet, die Orte Nennig und Wies gehörten von 1798 an teilweise zum Kanton Saarburg des Departments der Saar. Infolge der sogenannten Befreiungskriege wurde der Kanton Remich 1814 zunächst einer österreichisch-bayerischen Verwaltung unterstellt und vorläufig in den Kanton Saarburg eingegliedert. Dieser wurde anders als das übrige Gebiet des Linken Rheinufers auf dem Wiener Kongress (1815) zunächst Österreich zugeteilt. Im Zweiten Pariser Frieden trat Österreich mit Wirkung vom 1. Juli 1816 das Gebiet an das Königreich Preußen ab.
Unter der preußischen Verwaltung wurden im Jahr 1816 Regierungsbezirke und Kreise neu gebildet die Bürgermeisterei Nennig gehörte zum Kreis Saarburg im Regierungsbezirk Trier und ab 1822 zur Rheinprovinz.
1863 wurde die schon von 1843 an in Personalunion verwalteten Bürgermeistereien Nennig und Sinz zur Bürgermeisterei Sinz-Nennig, aus der später das Amt Palzem entstand, zusammengelegt.
Nennig ist heute ein Ortsteil der Gemeinde Perl im Landkreis Merzig-Wadern im Saarland, Dittlingen ein Ortsteil von Merzkirchen, Kreuzweiler und Wehr Ortsteile von Palzem im Landkreis Trier-Saarburg in Rheinland-Pfalz.

## Statistik
Nach einer „Topographisch-Statistischen Beschreibung der Königlich Preußischen Rheinprovinzen“ aus dem Jahr 1830 gehörten zur Bürgermeisterei Kanzem vier Dörfer, drei Weiler vier Schlösser und zwei Höfe. Im Jahr 1816 wurden insgesamt 1.113 Einwohner in 186 Haushalten gezählt, 1828 waren es 1.323 Einwohner, davon gehörten 1.317 dem katholischen und 6 dem evangelischen Glauben an.